# Мюрат, Люсьен
Люсьен Шарль Жозеф Наполеон Мюрат (фр. Lucien Charles Joseph Napoléon Murat; 16 мая 1803, Милан — 10 апреля 1878, Париж) — французский государственный деятель, принц Понтекорво (1812—1815), 3-й принц Мюрат, титулярный принц Неаполя. Второй сын Иоахима Мюрата и Каролины Бонапарт. Великий мастер Великого востока Франции.

## Биография
Люсьен Мюрат родился 16 мая 1803 года в Милане, воспитывался в Неаполе. В 1815 году, после поражения Иоахима Мюрата в Неаполитанской войне, Каролина Бонапарт вместе с детьми была доставлена в Триест на борту британского корабля HMS Tremendous, после чего переехала в Хайнбург, а затем — в замок Фросдорф. Люсьен, как и его старший брат Ашиль, получил образование в Австрии. С 1822 года жил в Венеции, в 1824 году решил последовать примеру Ашиля, эмигрировав в США, куда также переехал его дядя Жозеф Бонапарт. Корабль Мюрата был вынужден остановиться на ремонт в Малаге, где Люсьен был взят под стражу и конвоирован в Гибралтар, а впоследствии около двух месяцев держался в заключении в Альхесирасе, откуда был отпущен под гарантии американского правительства.
28 июня 1825 года Люсьен Мюрат прибыл в США. Он поселился рядом с Бордентауном, Нью-Джерси, где жил его дядя Жозеф. Люсьен проводил время за охотой, выпивкой и игрой в карты, быстро исчерпал свои скромные денежные запасы и неоднократно был вынужден просить финансовой помощи у Бонапарта. 18 августа 1831 года в Трентоне он женился на Кэролайн Джорджине Фрейзер (1810—1879), родом из Чарлстона. Её родителями были шотландский эмигрант Томас Фрейзер, офицер-лоялист и владелец плантации, и Энн Лаутон Смит, дочь крупного местного торговца и члена парламента Южной Каролины Томаса Лаутона Смита. Люсьен промотал скромное состояние жены, и пара находилась в стеснённом финансовом положении. Единственным источником доходов семьи была школа для девочек, открытая Кэролайн у себя дома; Жозеф помогал ей в сложные периоды, но отказывался спонсировать своего племянника лично.
Люсьен Мюрат умер в Париже и был похоронен на кладбище Пер-Лашез.

### Карьера
Мюрат посетил Францию два раза, в 1839 и 1844 году. Но смог окончательно вернуться на родину только в 1848 году. Он был избран в Законодательное собрание, где затем стал депутатом от департамента Сены. В Законодательном собрании в 1849 году он стал членом Комитета по иностранным делам. 3 октября 1849 года он был уполномоченным министром в Турине (1849—1850). В том же году он стал членом Национальной гвардии. В 1853 году, после упразднения республики, Мюрат, будучи сенатором, получил титул принца.

### В масонстве
После переворота, в декабре 1851 года, Бервиль Десанлис не видел никаких других средств для сохранения Великого востока Франции, как только предложить руководство принцу Мюрату, который принял это предложение. Он организовал голосование за конституцию 1854 года, в которой великий мастер избирался главой ВВФ на семь лет. Мюрат создал общество для сбора средств на приобретение храма ВВФ (1853—1854), и осуществил покупку здания в Париже, на улице Кадэ, 16.
В 1859 году Принц Мюрат встретился с большинством членов ВВФ, организовав дискуссию об объединении Италии и ограничении власти Папы. 29 июля 1861 года после нескольких инцидентов и по просьбе Наполеона III Мюрат ушёл в отставку с должности великого мастера.

## Потомки
От этого брака с Кэролайн Фрейзер у Мюрата было пять детей:
- Принцесса Каролина Летиция Мюрат (31 декабря 1833 — 23 июля 1902), вышла замуж в 1850 году за барона Шарля де Шассирон (1818—1871), от брака с которым у неё был один сын. После его смерти в 1871 году она вышла замуж за Джона Льюиса Гардена (1833—1892) в Лондоне в 1871 году.
- Иоахим Жозеф Наполеон Мюрат (21 июня 1834 — 23 октября 1901), 4-й принц Мюрат, был женат в 1854 году на Мелси Бертье де Ваграм (1832—1884), внучке маршала Бертье, а затем в 1894 году на Лидии Херви (1841—1901)[12]. В первом браке у него было трое детей.
- Принцесса Анна Мюрат (3 февраля 1841 — 7 сентября 1924), она вышла замуж в 1865 году за Антуана Мари де Леон-Ноай, герцога де Муши (1841—1909)[13], от брака с которым у неё было двое детей.
- Принц Шарль Луи Наполеон Ашиль Мюрат (2 января 1847 — 27 февраля 1895)[14], он женился в 1868 году во дворце Тюильри на княжне Саломее Дадиани Мегрельской (1848—1913)[14]. В браке родилось трое детей. Один из них — Наполеон Мюрат (1872—1943), олимпийский чемпион 1900 года по конному спорту, генерал российской армии.
- Принц Луи Наполеон Мюрат (2 декабря 1851 — 22 сентября 1912), в 1872 году в Одессе женился на русской дворянке Евдокии Михайловне Сомовой (1850—1924), вдове князя Орбелиани[15]. В браке родилось три сына.